# Vendela Kirsebom
Vendela Maria Kirsebom (* 12. Januar 1967 in Stockholm) ist ein norwegisches Fotomodell.

## Leben
Kirsebom wurde als Tochter einer norwegischen Mutter und eines türkischen Vaters geboren. Sie wurde als Model in einem Restaurant in Stockholm entdeckt. Kirsebom besuchte  eine Waldorfschule, nach der Schule ging sie zum Modeln nach Italien. Sie wurde in mehreren Modemagazinen präsentiert und war auch auf dem Cover der Sports Illustrated Swimsuit Issue zu sehen. Zudem moderierte sie 1999 das Melodifestivalen. Des Weiteren moderierte sie zwei Staffeln der TV-Show „Top Model Norge“. Kirsebom war mit dem Politiker Olaf Thommessen verheiratet und hat zwei Töchter.
Kirsebohm nahm an der im Frühjahr 2023 bei TV 2 ausgestrahlten vierten Staffel der Militär-Reality-Show Kompani Lauritzen teil.

## Filmografie (Auswahl)
- 1997: Batman & Robin
- 1998: Ein Zwilling kommt selten allein (The Parent Trap)